# Harry Bernhard
Harry Bernhard Bernhard, född 29 juni 1909 i Cleveland, Ohio, död 12 december 1989, var en svensk väg- och vattenbyggnadsingenjör.
Bernhard, som var son till gymnastikdirektör Bernhard Andersson och Hildur Westeson, utexaminerades från Kungliga Tekniska högskolan 1931. Han var ingenjör på Stockholms stads gatukontor 1931–1937, chef för egnahemsavdelningen på HSB 1937–1945, direktörsassistent 1945–1947, chef för Statens byggnadslånebyrås tertiärlåneavdelning 1947–1948, byråchef vid Bostadsstyrelsen 1948–1962, överingenjör där 1962–1975, vice ordförande där och generaldirektörens ställföreträdare 1950–1975 samt överingenjör vid och chef för Forco Consult från 1975. 
Bernhard var ledamot av och expert i olika statliga kommittéer, styrelseledamot i Svenska Teknologföreningen 1942–1944 och i Statens råd för byggnadsforskning 1966–1977. Han var redaktör för tidskriften "Byggmästaren" 1946–1948.